# Lista insulelor Tuvalului
Țara insulară Tuvalu este împărțită în nouă insule, șase dintre acestea fiind atoli. Cele nouă insule corespund districtelor guvernamentale.
Per total, Tuvalu este compus din peste 124 de insule și insulițe. Fiecare insulă este înconjurată de un recif de corali.

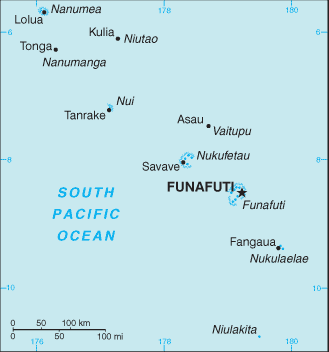
Insulele Tuvalului

| Atol / Insulă                                                              | Cea mai mare așezare | Suprafață de uscat (km²) | Suprafață totală (km²) | Populație (rec. 2002) | Număr min. de insulițe | Număr de așezări | Coordonate geografice                          |
| -------------------------------------------------------------------------- | -------------------- | ------------------------ | ---------------------- | --------------------- | ---------------------- | ---------------- | ---------------------------------------------- |
| Atoli                                                                      |                      |                          |                        |                       |                        |                  |                                                |
| Funafuti                                                                   | Vaiaku               | 2,79                     | 277                    | 4.492                 | 30                     | 9                | 8°31′16″S 179°11′54″E / 8.52111°S 179.19833°E  |
| Nanumea                                                                    | Nanumea              | 3,87                     | 22                     | 664                   | 5                      | 2                | 05°40′31″S 176°06′57″E / 5.67528°S 176.11583°E |
| Nui                                                                        | Tanrake              | 2,83                     | 17                     | 548                   | 21                     | 4                | 07°13′29″S 177°09′37″E / 7.22472°S 177.16028°E |
| Nukufetau                                                                  | Savave               | 2,99                     | 145                    | 586                   | 35                     | 2                | 08°00′00″S 178°22′00″E / 8.00000°S 178.36667°E |
| Nukulaelae                                                                 | Fagaua               | 1,82                     | 43                     | 393                   | 19                     | 2                | 09°22′52″S 179°51′08″E / 9.38111°S 179.85222°E |
| Vaitupu                                                                    | Asau                 | 5,60                     | 10                     | 1.591                 | 9                      | 7                | 07°29′20″S 178°40′48″E / 7.48889°S 178.68000°E |
| Insule                                                                     |                      |                          |                        |                       |                        |                  |                                                |
| Nanumaga                                                                   | Tonga                | 2,78                     | 3,00                   | 589                   | 5a)                    | 2                | 06°17′12″S 176°18′54″E / 6.28667°S 176.31500°E |
| Niulakita                                                                  | Niulakita            | 0,40                     | 0,42                   | 35                    | 1                      | 1                | 10°45′S 179°30′E / 10.750°S 179.500°E          |
| Niutao                                                                     | Kulia                | 2,53                     | 2,53                   | 663                   | 4a)                    | 2                | 06°06′34″S 177°20′03″E / 6.10944°S 177.33417°E |
| Tuvalu                                                                     | Vaiaku               | 25,63                    | 520                    | 9.561                 | 124                    | 34               |                                                |
| a) Formată din insula principală și câteva insulițe în interiorul lagunei. |                      |                          |                        |                       |                        |                  |                                                |